# Agustín Rayo
Agustín Rayo (Città del Messico, 1973) è un matematico e filosofo messicano studioso della logica, della metafisica e del linguaggio.
È decano ad interim della MIT School of Humanities, Arts, and Social Sciences e professore di filosofia. Il numero di Rayo da lui definito porta il suo nome.

## Biografia
Rayo è cresciuto a Città del Messico. Ha conseguito la laurea presso l'Università Nazionale Autonoma del Messico nel 1996. Ha successivamente conseguito un dottorato di ricerca al Massachusetts Institute of Technology nel 2001. Era ricercatore post-dottorato presso l'Università di St Andrews.
Ha insegnato filosofia presso l'Università della California a San Diego. Nel 2005 è entrato a far parte della MIT School of Humanities, Arts, and Social Sciences. Rayo ne è stato il decano dal 2016 al 2019. È succeduto a Melissa Nobles nel 2021 come decano ad interim.
È stato inoltre eletto all'Accademia norvegese di scienze e lettere nel 2018. Il suo libro, On the Brink of Paradox (2019) ha vinto il PROSE Award 2020 come miglior libro di testo in discipline umanistiche.